# Nova Zelândia nos Jogos Olímpicos
A Nova Zelândia participou pela primeira vez dos Jogos Olímpicos em 1908, e enviou atletas para competirem em todos os Jogos Olímpicos de Verão desde então. Em suas duas primeiras participações, em 1908 e 1912, a Nova Zelândia competiu com a Austrália como Australásia O primeiro time independente do país participou dos Jogos de 1920.
A participação da Nova Zelândia nos Jogos de Verão de 1976 foi controversa, e levou a um boicote dos Jogos pela maioria dos países africanos, que protestaram contra as ligações esportivas existentes entre o país e a África do Sul do apartheid.
A Nova Zelândia participou da maioria dos Jogos Olímpicos de Inverno a partir de 1952,perdendo apenas os Jogos de 1956 e 1964.
Atletas neozelandeses ganharam um total de 117 medalhas nas Olimpíadas de Verão. O esporte mais bem-sucedido é o Remo.  A Nova Zelândia ganhou apenas uma medalha nas Olimpíadas de Inverno, mas a medalha de prata conquistada por Annelise Coberger no Esqui alpino nos Jogos Olímpicos de Inverno de 1992 foi a primeira medalha ganha nos Jogos de Inverno por um país do Hemisfério Sul.
As 117 medalhas conquistadas pela Nova Zelândia colocam o país na 33ª posição do Quadro de medalhas dos Jogos Olímpicos por número total de medalhas, e em 26º quando separadas por tipo de medalha.

## Comitê Olímpico Nacional
O Comitê Olímpico da Nova Zelândia (NZOC) é o Comitê Olímpico Nacional do país. O NZOC foi fundado em 1911, e reconhecido pelo COI em 1919.

## Participação
Estando localizada no remoto Pacífico Sul, os neozelandeses tiveram que enfrentar longas viagens marítimas para participar das primeiras edições dos Jogos. Não foi antes dos Jogos de 1920 que o país mandou o seu primeiro time, composto por dois corredores, um remador e uma nadadora de 15 anos de idade. Antes dessa edição,todavia, três atletas neozelandeses ganharam medalha competindo pelos times da Australásia em 1908 e 1912. Desde o advento da aviação comercial internacional nos anos 1950, e com o aumento do número de esportes olímpicos, o tamanho dos times de atletas da Nova Zelândia subiu substancialmente.
A Nova Zelândia, assim como outros países do Hemisfério Sul, tem a desvantagem de ter de estar no auge para disputar os esportes de verão que são sediados durante seus meses de inverno. Apenas três edições das Olimpíadas foram realizadas no Hemisfério Sul, os Jogos Olímpicos de Verão de 1956, em Melbourne, os de 2000, em Sydney, e os Jogos Olímpicos de Verão de 2016, no Rio de Janeiro.
Como um país temperado, a Nova Zelândia geralmente não enfrenta invernos severos, especialmente a níveis muito baixos, comuns em muitos países do Hemisfério Norte. Consequentemente, uma proporção pequena de neozelandeses têm contato com esportes de inverno e aprendem a esquiar ou a patinar, em comparação com os residentes de  vários países da parte norte do globo, as mesmas dificuldades de qualquer nação da parte sul do globo. A Nova Zelândia só mandou seu primeiro time de Inverno em 1952. Em 1992, Annelise Coberger da Nova Zelândia se tornou a primeira atleta do Hemisfério Sul a ganhar uma medalha nos Jogos Olímpicos de Inverno quando foi prata no slalom em Albertville na França.
Até os dias atuais, 1371 atletas representaram o país nos Jogos Olímpicos. Harry Kerr é considerado o primeiro atleta olímpico do país e Adrian Blincoe o 1000º. Até 11 de junho de 2009, dos 1111 atletas olímpicos até aquela data, 114 eram mortos e as localizações de 21 eram desconhecidas. Até 25 de junho de 2009, apenas 9 atletas não haviam sido identificados. Não há atletas olímpicos kiwis vivos que disputaram antes do que os Jogos de 1948, em Londres.

## Quadro de Medalhas

### Medalhas por Jogos de Verão
| Jogos                    | Ouro                            | Prata                           | Bronze                          | Total                           |
| 1908 Londres             | como parte da Australásia (ANZ) | como parte da Australásia (ANZ) | como parte da Australásia (ANZ) | como parte da Australásia (ANZ) |
| 1912 Estocolmo           | como parte da Australásia (ANZ) | como parte da Australásia (ANZ) | como parte da Australásia (ANZ) | como parte da Australásia (ANZ) |
| 1920 Antuérpia           | 0                               | 0                               | 1                               | 1                               |
| 1924 Paris               | 0                               | 0                               | 1                               | 1                               |
| 1928 Amsterdã            | 1                               | 0                               | 0                               | 1                               |
| 1932 Los Angeles         | 0                               | 1                               | 0                               | 1                               |
| 1936 Berlim              | 1                               | 0                               | 0                               | 1                               |
| 1948 Londres             | 0                               | 0                               | 0                               | 0                               |
| 1952 Helsinque           | 1                               | 0                               | 2                               | 3                               |
| 1956 Melbourne/Estocolmo | 2                               | 0                               | 0                               | 2                               |
| 1960 Roma                | 2                               | 0                               | 1                               | 3                               |
| 1964 Tóquio              | 3                               | 0                               | 2                               | 5                               |
| 1968 Cidade do México    | 1                               | 0                               | 2                               | 3                               |
| 1972 Munique             | 1                               | 1                               | 1                               | 3                               |
| 1976 Montreal            | 2                               | 1                               | 1                               | 4                               |
| 1980 Moscou              | 0                               | 0                               | 0                               | 0                               |
| 1984 Los Angeles         | 8                               | 1                               | 2                               | 11                              |
| 1988 Seul                | 3                               | 2                               | 8                               | 13                              |
| 1992 Barcelona           | 1                               | 4                               | 5                               | 10                              |
| 1996 Atlanta             | 3                               | 2                               | 1                               | 6                               |
| 2000 Sydney              | 1                               | 0                               | 3                               | 4                               |
| 2004 Atenas              | 3                               | 2                               | 0                               | 5                               |
| 2008 Pequim              | 3                               | 2                               | 4                               | 9                               |
| 2012 Londres             | 6                               | 2                               | 5                               | 13                              |
| 2016 Rio de Janeiro      | 4                               | 9                               | 5                               | 18                              |
| 2020 Tokyo               | 7                               | 6                               | 7                               | 20                              |
| Total                    | 46                              | 27                              | 44                              | 117                             |

O total não inclui as medalhas ganhas por neozelandeses como parte da Australásia (ANZ) nos Jogos Olímpicos de Verão de 1908 e Jogos Olímpicos de Verão de 1912:
- medalha de bronze conquistada por Harry Kerr nos 3500m da Marcha Atlética masculina  no Atletismo (1908)
- medalha de ouro conquistada por Malcolm Champion como membro do revezamento 4x200m livre masculino na Natação (1912)
- medalha de bronze conquistada por Tony Wilding no simples masculino coberto no Tênis (1912)

### Medalhas por Jogos de Inverno
| Jogos                  | Ouro           | Prata          | Bronze         | Total          |
| 1952 Oslo              | 0              | 0              | 0              | 0              |
| 1956 Cortina d'Ampezzo | não participou | não participou | não participou | não participou |
| 1960 Squaw Valley      | 0              | 0              | 0              | 0              |
| 1964 Innsbruck         | não participou | não participou | não participou | não participou |
| 1968 Grenoble          | 0              | 0              | 0              | 0              |
| 1972 Sapporo           | 0              | 0              | 0              | 0              |
| 1976 Innsbruck         | 0              | 0              | 0              | 0              |
| 1980 Lake Placid       | 0              | 0              | 0              | 0              |
| 1984 Sarajevo          | 0              | 0              | 0              | 0              |
| 1988 Calgary           | 0              | 0              | 0              | 0              |
| 1992 Albertville       | 0              | 1              | 0              | 1              |
| 1994 Lillehammer       | 0              | 0              | 0              | 0              |
| 1998 Nagano            | 0              | 0              | 0              | 0              |
| 2002 Salt Lake City    | 0              | 0              | 0              | 0              |
| 2006 Turim             | 0              | 0              | 0              | 0              |
| 2010 Vancouver         | 0              | 0              | 0              | 0              |
| 2010 Sochi             | 0              | 0              | 0              | 0              |
| Total                  | 0              | 1              | 0              | 1              |

### Medalhas por Esportes
| Esporte            | Ouro | Prata | Bronze | Total |
| Remo               | 11   | 3     | 10     | 24    |
| Atletismo          | 10   | 3     | 11     | 24    |
| Vela               | 9    | 7     | 6      | 22    |
| Canoagem           | 7    | 3     | 2      | 12    |
| Hipismo            | 3    | 2     | 5      | 10    |
| Natação            | 2    | 1     | 3      | 6     |
| Ciclismo           | 1    | 3     | 4      | 8     |
| Boxe               | 1    | 1     | 1      | 3     |
| Triatlo            | 1    | 1     | 1      | 3     |
| Hóquei sobre grama | 1    | 0     | 0      | 1     |
| Tiro               | 0    | 1     | 1      | 2     |
| Esqui alpino       | 0    | 1     | 0      | 1     |
| Golfe              | 0    | 1     | 0      | 1     |
| Rugby sevens       | 0    | 1     | 0      | 1     |
| Total              | 46   | 28    | 44     | 118   |